# Muchu Chhish
Muchu Chhish (também conhecida como Batura V) é uma montanha na sub-cordilheira Batura Muztagh, na cordilheira do Caracórum, no Paquistão. Com 7453 metros de altitude, é considerada a segunda montanha mais alta a nunca ter sido escalada até o topo, atrás apenas do Gangkhar Puensum, que tem 7570m.
Como a montanha está localizada em uma região extremamente remota e praticamente inacessível, apenas algumas tentativas foram feitas para chegar ao seu cume, nenhuma bem-sucedida. A tentativa mais recente foi em 2014, pelo inglês Peter Thompson. É a montanha mais alta a jamais ter sido escalada até o topo cuja escalada não é ilegal. Apesar da altitude, o pico tem uma proeminência topográfica modesta, sendo apenas 263m mais alto que o colo ou passo mais próximo. A seu norte, está localizada uma das maiores e mais longas geleiras mais localizadas fora das regiões polares, a Geleira Batura. 

## Expedição de 2014
Em agosto de 2014, uma equipe britânica composta por Peter Thompson, Phil De-Beger e Tim Oates tentou escalar o Muchu Chhish no estilo alpino (sem "xerpas" ou equipe de apoio). Thompson, que já escalara oito picos até então não escalados no Paquistão, admitia que a possibilidade de sucesso não era muito alta, mas valorizava o aspecto exploratório do empreendimento. A equipe estudou as estratégias dos grupos que fracassaram em escalar a montanha e predeterminaram, ao invés de tentar atingir o cume em um último esforço de um dia inteiro, passar a noite a 5700 metros de altitude.
A rota planejada envolvia escalar as cristas sul e oeste, realizar uma travessia abaixo do cume do Batura VI rumo ao leste até à crista entre o Batura VI e o pico do Muchu Chhish, mas os alpinistas descobriram a existência de gelo endurecido na parte inferior da região que atravessariam. A escalada levaria tempo demais se fosse feita desse modo. Então, decidiram retornar ao acampamento-base quando estavam a cerca de 6000 metros de altitude. Após descansarem, resolveram tentar o objetivo secundário da expedição, o couloir sudeste do Gutum Talji, mas desistiram porque não havia gelo suficiente nele. Depois disso, tentaram escalar o Pregar pela Face Sul, mas desistiram porque as condições eram perigosas.

## Expedição de 2020
Em agosto de 2020, uma expedição checa de três membros, incluindo o montanhista Pavel Kořínek e o antigo político Pavel Bém, anunciou uma tentaiva de escalada do Muchu Chhish. Porém, não atingiu o topo. 